# Slowgold
Slowgold, artistnamn för Amanda Daniela Scholtbach Werne, född 8 januari 1989 i Göteborg, är en svensk musiker och låtskrivare. Ibland syftar namnet Slowgold på bandet, som då också inkluderar basisten Johannes Mattsson, trummisen Erik Berntsson och på klaviatur Viktor Hansson.  Slowgold har gett ut sju studioalbum, inklusive debutskivan Slowgold från 2012. De senaste albumen har mötts av övervägande positiv kritik från svenska pressen.
Amanda Werne har även sjungit på flera låtar på Freddie Wadlings sista album Efter regnet (2016). Hela bandet Slowgold medverkade som kompband på den tillhörande turnén och hörs på livealbumet. Slowgold var förband på Ebbot Lundbergs och Lars Winnerbäcks turnéer.
2017 och 2021 uppträdde Slowgold som gästartist i tv-programmet På spåret.
År 2019 vann Slowgold en Grammis i kategorin årets visa/singer-songwriter med albumet Mörkare.

## Diskografi

### Studioalbum
- Slowgold (2012, Mourningwood Recordings)
- Stjärnfall (2015, Gaphals)
- Glömska (2015, Gaphals)
- Ett ljus från förr (2016, Gaphals) (innehåller de bägge EP-skivorna, inga nya låtar)
- Drömmar (2017, Playground Music)
- Mörkare (2018, Playground Music)
- Aska (2020, Playground Music)
- Kärlek (2022, Playground Music)

### Livealbum
- Live! (2019, Playground Music)

### EP
- Slowgold EP (2014, Gaphals)
- Slowgold EP II (2015, Gaphals)